# Ra'ana Liaquat Ali Khan
Begum Ra'ana Liaquat Ali Khan, nata Sheila Irene Pant (in urdu عنا لياقت على خان‎?; Almora, 13 febbraio 1905 – Karachi, 13 giugno 1990), è stata una politica e attivista pakistana.
Fu una delle principali donne politiche e personalità femminili rispettate a livello nazionale in Pakistan, testimone di importanti eventi chiave nella storia del paese. Fu una delle figure femminili di spicco e pioniera del Movimento per l'indipendenza del Pakistan, e prestò servizio come membro del comitato esecutivo del movimento lavorando con il "padre della patria" Mohammad Ali Jinnah. Prestò servizio anche come consigliere economico di Jinnah e in seguito divenne prima First Lady del Pakistan quando suo marito, Liaquat Ali Khan, divenne il primo capo del governo del Pakistan indipendente; in questo ruolo, varò programmi per lo sviluppo dei diritti delle donne nel paese appena fondato. In seguito servì in ruoli diplomatici all'estero, divenendo la prima donna ambasciatrice del Pakistan.
Negli anni 1970 si unì al movimento politico socialista di Zulfiqar Ali Bhutto e fece parte del suo governo appena eletto; fu una delle più fidate e vicine consigliere governative ed economiche di Bhutto, svolse un ruolo influente nel suo governo e fu coinvolta in molte decisioni economiche chiave per il paese. Nel 1973 Ra'ana divenne governatrice della provincia del Sindh, prima donna a ricoprire un simile incarico in Pakistan; in seguito, divenne anche la prima donna a ricoprire la carica di rettrice dell'Università di Karachi. Nel 1977 Ra'ana, insieme a Bhutto e al suo partito, vinse le elezioni parlamentari, ma non assunse la carica a causa della legge marziale imposta dal generale Muhammad Zia-ul-Haq nel paese. Ra'ana continuò a lavorare a beneficio dello sviluppo sociale ed economico delle donne del Pakistan fino alla sua morte nel 1990; fu sepolta a Karachi, con tutti gli onori statali e militari resi durante il suo funerale. A causa dei suoi servizi e sforzi per lo sviluppo medico e per l'emancipazione femminile, Ra'ana è comunemente conosciuta come Māder-e-Pakistan ("Madre del Pakistan").

## Biografia

### Primi anni
Sheila Irene Pant nacque ad Almora, nella Divisione del Kumaon dell'allora Impero anglo-indiano, nel 1905, in una famiglia di etnia Kumaoni che si era convertita al cristianesimo nel 1869. Frequentò l'Università di Lucknow, dove nel 1927 ottenne una laurea in economia e una laurea in teologia in studi religiosi; nel 1929 conseguì un doppio Master in economia e sociologia. Iniziò la sua carriera come insegnante alla Gokhale Memorial School dopo aver completato il corso di diploma per insegnanti presso il Diocesan College di Calcutta. Fu nominata professoressa di economia all'Indraprastha College for Women di Delhi nel 1931 e, nello stesso anno, incontrò Liaqat Ali Khan quando questi visitò la scuola per tenere una lezione di diritto; la coppia si sposò nel 1932. In quel periodo, Pant si convertì all'Islam e prese il nome di Begum Ra'ana (o Gul-i-Rana) Liaqat Ali Khan. 
Con suo marito, Begum Ra'ana si oppose fermamente alla Commissione Simon, nominata dal parlamento britannico per riformare la struttura costituzionale dell'Impero anglo-indiano: mentre era professoressa di economia, Ra'ana mobilitò intensamente gli studenti del suo college e andò all'Assemblea legislativa per ascoltare il dibattito di suo marito contro la commissione, divenendo istantaneamente un'eroina per i suoi amici. Ra'ana si dimostrò una compagna costante per Liaquat Ali Khan: si impegnò politicamente con lui e svolse un ruolo importante nel Movimento per l'indipendenza del Pakistan. Nel maggio 1933 accompagnò suo marito a Londra; una volta lì, lei e Khan incontrarono Mohammad Ali Jinnah e lo convinsero a tornare nell'Impero anglo-indiano per riprendere la guida della Lega Musulmana Panindiana. Una volta che Jinnah fu ritornato in India, Ra'ana fu nominata membro esecutivo della Lega Musulmana e presidente della Divisione economica del partito.
Nel 1942, in piena seconda guerra mondiale, su richiesta di Jinnah Ra'ana organizzò le donne musulmane per fronteggiare la possibile invasione dell'India da parte dell'Impero Giapponese, formando un piccolo corpo medico volontario di infermiere a Delhi; Begum Ra'ana svolse un ruolo importante nel creare consapevolezza politica tra le donne musulmane indiane, incoraggiandole a combattere per il Pakistan spalla a spalla con gli uomini.

### First Ladydel Pakistan

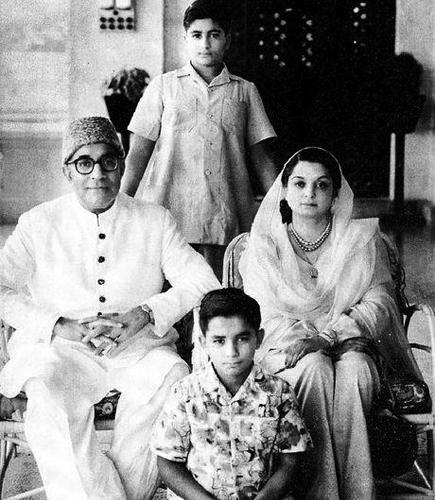
Ra'ana, suo marito Liaquat Ali Khan e i loro figli

Dopo la partizione dell'Impero anglo-indiano nei nuovi Stati di India e Pakistan nel 1947, Liaquat Ali Khan divenne primo ministro del Pakistan indipendente e Begum Ra'ana la prima First Lady pakistana. Sfruttando il suo ruolo, promosse l'avvio di riforme per lo sviluppo dei diritti delle donne e dei bambini e per il progresso sociale femminile, oltre a svolgere un ruolo importante nell'aumento della partecipazione delle donne nella politica del Pakistan; continuò in questa attività anche dopo l'assassinio di suo marito Liaquat Ali Khan nel 1951.
Nel 1947, mentre i rifugiati causati dagli scontri della guerra indo-pakistana del 1947-1948 arrivavano in massa da oltre confine, Begum Ra'ana invitò le donne a farsi avanti e a raccogliere cibo e forniture mediche negli uffici governativi, affrontando la resistenza che incontravano da parte di certi settori della società. Per fronteggiare la carenza di personale sanitario in questo periodo, Begum Ra'ana chiese all'Esercito pakistano di addestrare le donne a fare iniezioni e a prestare il primo soccorso, formando così le prime unità paramilitari per le donne. L'Esercito pakistano istituì quindi il Corpo medico militare e reclutò un gran numero di infermiere donne; Begum Ra'ana promosse anche corsi di addestramento per le donne all'uso delle armi e alle comunicazioni militari, in modo che potessero essere utili in tempi di crisi nazionale.
Ra'ana fondò la Guardia nazionale femminile e contribuì a stabilire delle riserve militari navali femminili nella Marina pakistana, ottenendo la nominata a Capo controllore e quindi il grado onorario di generale di brigata dell'Esercito pakistano. La creazione della Guardia nazionale femminile aveva anche lo scopo di affermare i diritti delle donne, mirando in particolare a prevenire la violenza domestica e coniugale: all'inizio, l'organizzazione ebbe successo e prese forti iniziative nel Pakistan occidentale per abbassare il tasso di violenza contro le donne. Ma dopo la morte di suo marito, Begum Ra'ana lasciò il Pakistan perché fu nominata ambasciatrice nei Paesi Bassi e, dopo la sua partenza, la Guardia nazionale femminile fu presto sciolta a causa di difficoltà finanziarie e dell'apatia del governo nei suoi confronti. Il programma ebbe tuttavia effetti duraturi nelle Forze armate del Pakistan, che successivamente istituirono programmi di addestramento militare femminili continuando così nella visione di Begum Ra'ana circa la presenza di donne nelle forze armate.
Nel 1949, Begum Ra'ana organizzò una conferenza di oltre 100 donne attive politicamente provenienti da tutto il Pakistan. La conferenza annunciò la formazione di un'organizzazione volontaria e non politica per l'elevazione sociale, educativa e culturale delle donne, denominata All Pakistan Women's Association (APWA); Begum Ra'ana fu nominata come sua prima presidente e, a differenza della Guardia nazionale femminile, l'APWA continuò a crescere e svilupparsi portando avanti una costante lotta per i diritti delle donne in Pakistan. Per i suoi servizi, il governo del Pakistan fondò poi un college dell'APWA a Lahore

### Carriera politica

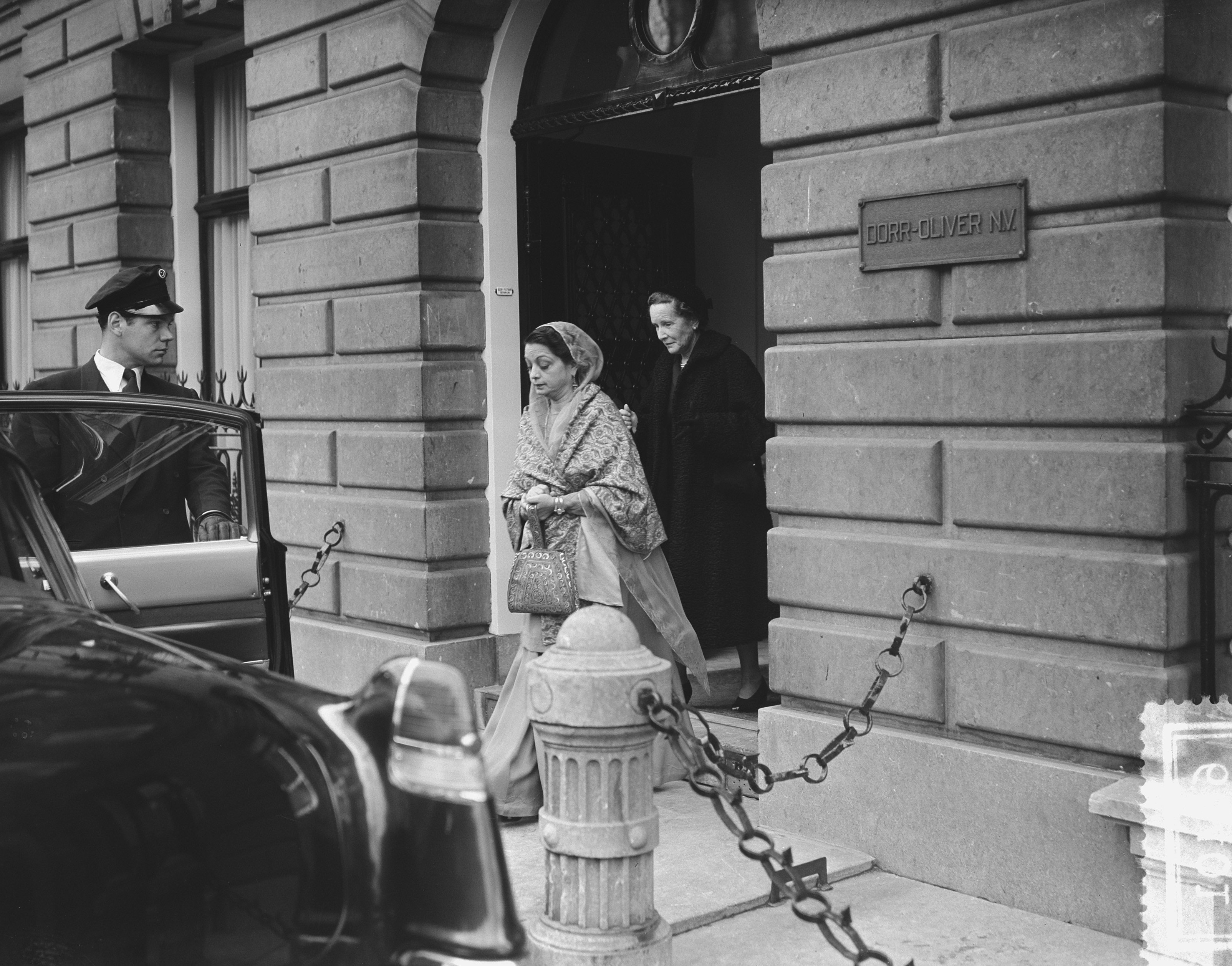
Begum Ra'ana ad Amsterdam nel 1961 durante il suo incarico come ambasciatrice pakistana nei Paesi Bassi

Dopo la morte del marito, Begum Ra'ana iniziò una carriera di statista che durò più di due decenni. Nel 1952 fu la prima donna musulmana delegata alle Nazioni Unite e, nel 1954, il governo pakistano la nominò ambasciatrice nei Paesi Bassi, prima donna ambasciatrice del Pakistan; rappresentò il Pakistan nei Paesi Bassi fino al 1961, periodo durante il quale fu anche la decana del corpo diplomatico. Nel giugno 1961 fu nominata ambasciatrice del Pakistan in Italia, dove rimase fino al 1965; successivamente, fu nominata ambasciatrice del Pakistan in Tunisia e ricoprì questa carica fino al marzo 1966. Dopo il suo ritorno in Pakistan, Begum Ra'ana entrò al Rana Liaquat Ali Khan Government College of Home Economics di Karachi come professoressa di economia e vi rimase fino al 1973; la Government College University di Lahore le conferì un dottorato honoris causa in economia e un dottorato di ricerca in filosofia economica nel 1967. In riconoscimento della sua lotta per i diritti delle donne, le venne conferito il Premio delle Nazioni Unite per i diritti umani nel 1978.
Nel 1972, mentre il Pakistan era smembrato e stava attraversando una crisi intensa causata dalla sconfitta nella guerra indo-pakistana del 1971, Begum Ra'ana aderì al movimento politico socialista dell'allora presidente Zulfiqar Ali Bhutto, e si unì al governo di Bhutto come consigliera del Ministero delle finanze e dell'economia svolgendo un ruolo importante e influente nelle decisioni prese in materia di economia. Bhutto la incoraggiò a partecipare alle elezioni politiche e vinse quelle del 1973, dopo le quali Bhutto stesso la nominò come governatrice della provincia del Sindh; Begum Ra'ana divenne quindi la prima donna governatrice in Pakistan, e in seguito fu anche la prima rettrice dell'Università del Sindh e dell'Università di Karachi. Continuò il suo mandato fino al 1976, quando si tennero nuove elezioni; Begum Ra'ana si candidò nuovamente alle elezioni parlamentari del 1977 ma non riottenne la carica di governatrice a causa del regime di legge marziale imposto sul Pakistan dal generale Muhammad Zia-ul-Haq, capo di stato maggiore dell'Esercito pakistano. Negli anni seguenti fu una delle personalità che si opposero alla legge marziale e all'esecuzione di Bhutto. Begum Ra'ana lanciò una campagna politica anti-Zia e combatté contro il governo militare del generale; in particolare, negli anni 1980, nonostante la sua malattia e la sua vecchiaia, Begum Ra'ana attaccò pubblicamente Zia per aver emanato leggi che erano contraddittorie con gli insegnamenti islamici e chiaramente rivolte contro i diritti delle donne. Il regime militare, per rispetto della sua posizione nella società e dei suoi successi politici, decise di non perseguitarla per la sua opposizione.
Begum Ra'ana morì il 13 giugno 1990 e venne sepolta accanto al marito nel recinto del Mausoleo di Mazar-e-Quaid.